# Contes de Nadal
Contes de Nadal o Noel és una pel·lícula estatunidenca del 2004 dirigida per Chazz Palminteri i protagonitzada per Susan Sarandon, Penélope Cruz, Paul Walker, Alan Arkin, Sunjata Daniel i Robin Williams. Ha estat doblada al català oriental amb el títol de Contes de Nadal, i al valencià per a À Punt tot mantenint el nom original de Noel.

## Argument
La pel·lícula tracta sobre cinc personatges, les difícils vides dels quals es creuen amb d'altres en una sèrie d'inesperats esdeveniments que van succeint-se durant la vetlla de Nadal a Nova York.
El personatge principal, en Rose (Susan Sarandon), és una solitària publicista que lluita per fer cara a la malaltia de sa mare, una pacient d'alzhéimer hospitalitzada, de qui fa més de deu anys que té cura. Mentrestant, la Nina (Penélope Cruz) i en Mike (Paul Walker) és una jove parella a punt de separar-se a causa dels gels d'en Mike. D'altra banda, l'Artie (Alan Arkin) és un vell cambrer que cerca la seva dona morta cada vetlla de Nadal. Finalment, en Jules és un jove que deliberadament es fa mal a la mà per poder assistir a una festa de Nadal a la sala d'emergències d'un hospital, ja que constitueix l'únic record feliç de la seva infantesa. A més dels cinc personatges principals, el misteriós Charlie (Robin Williams) -un pacient terminal de càncer encarnat en àngel- es presenta com la persona que pot ser capaç d'ajudar en Rose a adonar-se finalment que ella ha de viure la seva pròpia vida.

## Repartiment
- Susan Sarandon: Rose Harrison
- Penélope Cruz: Nina Vásquez
- Paul Walker: Michael (Mike) Riley
- Alan Arkin: Artie Venizelos
- Marcus Thomas: Jules
- Chazz Palminteri: Arizona
- Robin Williams: Charles (Charlie) Boyd